# Спрус, Ричард
Ричард Спрус (англ. Richard Spruce; 10 сентября 1817 — 28 декабря 1893) — британский ботаник. Один из величайших исследователей викторианской эпохи, более 15 лет Спрус провёл в Амазонии изучая Амазонку от Анд до устья. Спрус был одним из первых исследователей в этом регионе Америки.
Образцы растений собранных Спрусом в основном в Бразилии с 1849 по 1864 год до сих пор хранятся в Королевском ботаническом саду в Кью, в Лондоне и в Тринити Колледже в Дублине.
Ричард Спрус впервые выделил препарат хинин из коры хинного дерева, народы Амазонии традиционно использовали кору хинного дерева как противомалярийное средство.